# Twierdza Beaufort (film)
Twierdza Beaufort (hebr. בופור, alternat. tytuł pol. Wzgórze Beaufort) – film wojenny produkcji izraelskiej w reżyserii Josefa Cedara z roku 2007. Nominowany do Oscara w 2007. Powstał według scenariusza autorstwa reżysera i Rona Leszema na podstawie powieści tego ostatniego pod tym samym tytułem. Opowiada o oddziale Sił Obronych Izraela, stacjonującej w Zamku Beaufort w południowym Libanie i o jego dowódcy Lirazu Libratim. Był ostatnim dowódcą twierdzy przed opuszczeniem jej przez wojska Izraela w 2000.

## Kulisy powstania i fabuła
Akcja filmu rozgrywa się w 2000 roku, w którym wojska izraelskie opuściły strefę ochronną w południowym Libanie. Obraz przedstawia codzienność grupy izraelskich żołnierzy, stacjonujących w XII-wiecznej twierdzy krzyżowców – zamku Beaufort. Autorzy ukazali ich uczucia i niepokoje. Starali się przedstawić ich wewnętrzne dylematy w dniach, które poprzedziły wycofanie się armii po 18 latach konfliktu libańskiego.
Reżyser, który sam jest weteranem I wojny libańskiej i stacjonował w Libanie, użył kamiennych murów twierdzy Beaufort jako symbolu bezsensu i nieskończoności wojny. Film nagrywano wiosną 2006 w Nimrod, podobnej do Beaufort twierdzy w północnym Izraelu. Cedar w wywiadzie powiedział, iż realizując sceny w tunelach i labiryntach twierdzy, sięgnął do podobnych obrazów: niemieckiego filmu Okręt z 1981 oraz innych pokazujących sytuację frontową w czasie I wojny światowej. Na realizację sceny z saperem wpłynął film Ścieżki chwały Stanleya Kubricka z 1957.
Film ukończono w czerwcu 2006, na miesiąc przed rozpoczęciem II wojny libańskiej.

## Obsada
- Ohad Knoller jako Ziw
- Ami Weinberg jako Amox Faran
- Alon Abutbul jako Kimchy
- Oszri Kohen jako Liraz
- Itaj Tiran jako Koris
- Eli Altonio jako Oszri
- Danny Zahavi jako Me’ir
- Itaj Turgeman jako Zitlawy
- Gal Friedman jako Balis
- Newo Kimchi jako Awiszaj
- Hanan Jiszaj jako Nadaw
- Itaj Szor jako Emilio
- Jigal Resnik jako Rubi
- Artur Perzew jako Shpitzer
- Daniel Brook jako Pavel